# St. Johannes der Täufer (Meensen)

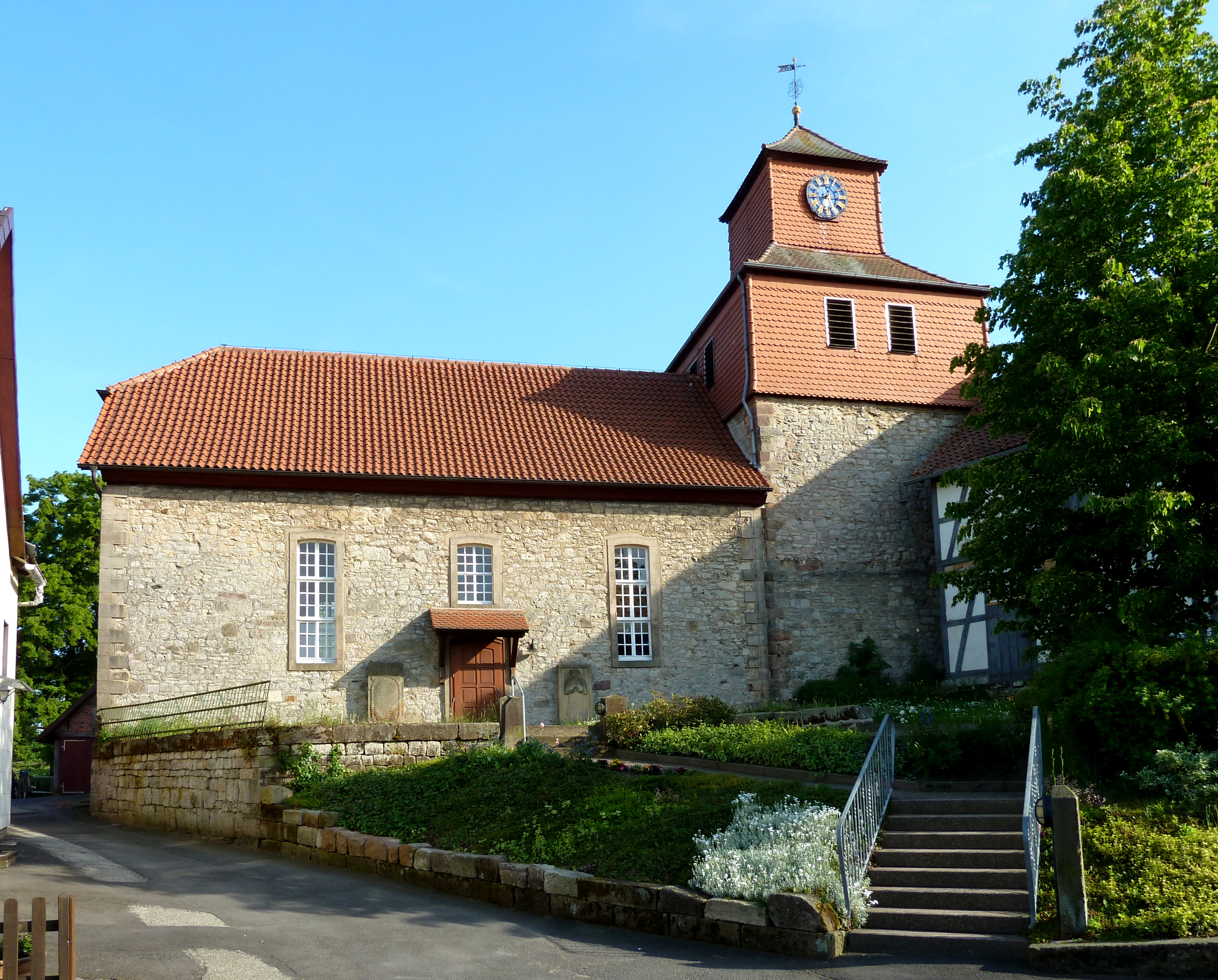
St. Johannes der Täufer

Die evangelisch-lutherische, denkmalgeschützte Kirche St. Johannes der Täufer steht in Meensen, einem Ortsteil der Gemeinde Scheden im Landkreis Göttingen von Niedersachsen. Sie gehört zur Trinitatis-Kirchengemeinde Jühnde-Barlissen-Meensen im Kirchenkreis Göttingen-Münden im Sprengel Hildesheim-Göttingen der Evangelisch-lutherischen Landeskirche Hannovers.

## Beschreibung
Das heutige Langhaus der Saalkirche entstand an Stelle eines Vorgängerbaus und wurde 1778 an den mittelalterlichen quadratischen Kirchturm im Westen angebaut. Langhaus und Kirchturm wurden aus Bruchsteinen zwischen Ecksteinen errichtet. Das Langhaus ist mit einem Krüppelwalmdach bedeckt, auf den steinernen Geschossen des Kirchturms sitzt ein ziegelgedecktes Geschoss mit Klangarkaden. Es ist bedeckt mit einem Pyramidenstumpf, der sich in ein Geschoss für die Turmuhr fortsetzt, das mit einem Pyramidendach bedeckt ist. Die Südseite der Kirche ist verputzt. Der Kirchturm ist zum Langhaus mit einem Rundbogen geöffnet. 
Bei einer Renovierung der Kirche Mitte der 1990er-Jahre wurden die Innenausstattung, wie die Kirchenbänke, die Empore, die Kanzel und der Orgelprospekt farblich im neugotischen Stil gestaltet. Hinter dem Altar wurde ein neues Fenster eingebaut.